# Nyikolajevszki járás (Habarovszki határterület)
A Nyikolajevszki járás (oroszul Николаевский район) Oroszország egyik járása a Habarovszki határterületen. Székhelye Nyikolajevszk-na-Amure.

## Népesség
- 1989-ben 19 683 lakosa volt.
- 2002-ben 13 850 lakosa volt, akik közül 1 235 lakos nivh nemzetiségű.
- 2010-ben 9 934 lakosa volt.